# Hugo Geissler
 (juillet 2013).
Pour les articles homonymes, voir Geissler.
Hugo Wilhelm Geissler, né le 25 février 1908 à Strasbourg et mort le 12 juin 1944 à Murat, est, durant la Seconde Guerre mondiale, un officier subalterne de la SS ayant un grade équivalent à celui de capitaine et il fut également Kommandeur de la Sicherheitspolizei (Sipo) et du Sicherheitsdienst (SD) - le « Sipo-SD » - à Vichy.

## Éléments biographiques
Hugo Geissler naît le 25 février 1908, à Strasbourg, dans une famille allemande immigrée en Alsace[réf. nécessaire] qui, depuis 1871, est annexée à l'Empire allemand. Son père, né à Saverne, est employé dans les chemins de fer allemands en qualité de conducteur de locomotive ; sa mère, née également à Strasbourg, est couturière ; il est le deuxième d'une fratrie de cinq enfants.
En 1919, à l'issue de la Première Guerre mondiale, l'Alsace étant redevenue française, la famille doit quitter Strasbourg. Le couple s'installe avec ses enfants d'abord à Leipzig, en Saxe, avant de s'établir, peu de temps après, à Berlin où, durant son adolescence, Hugo Geissler acquiert une formation technique. Le Deuxième Reich laisse alors place à la République de Weimar.
Entre 1930 et 1933, lors d'un long séjour à Paris, Hugo Geissler aurait été chef de réception au Grand-Hôtel, rue Scribe, près de l'Opéra. Parfaitement bilingue, l'allemand étant sa langue maternelle, il parle très bien français, sans accent. De retour en Allemagne, à 25 ans, il choisit de s'installer à Dresde, capitale de la Saxe.
En 1933, le 23 février, Hugo Geissler entre dans les SA. Le 1er mai, il adhère au parti nazi, ayant compris rapidement que sa carrière dépend de son adhésion au parti.
En 1934, toujours fixé à Dresde, Hugo Geissler devient membre des SS. Le 10 juin, il se marie religieusement avec une jeune fille de Cunewalde.
De 1935 à 1937, Geissler, entré dans la police criminelle, et nommé à Dresde, suit avec la plus grande attention l'ascension du parti nazi et la vie politique de son pays. En 1938, de retour à Leipzig, il devient officier dans le Sicherheitsdienst, appelé couramment le « SD », service de renseignement et de surveillance du parti nazi.  
En 1939, il est nommé à Erfurt, en tant que commissaire de police criminelle. Le 15 mars, les troupes hitlériennes entrent à Prague, en Tchécoslovaquie. À la suite de cette occupation, Geissler est envoyé à Prague où il retrouve le commandant Karl Bömelburg, son mentor.

## Durant la Seconde Guerre mondiale
Le 11 mai 1940, Hugo Geissler, SS-Hauptsturmführer (capitaine SS), qui est à Prague, est nommé commissaire de police criminelle (Kriminal-Kommissar) ; il est alors rattaché au service de la Sicherheitspolizei (Sipo), tout en restant membre du Sicherheitsdienst (SD) ; puis il est détaché à Kolín, à l'Est de Prague, où il est le représentant de Karl Boemelburg.
Dès septembre 1940, il est muté à Paris, au siège du Sipo-SD, au 72, avenue Foch, service dirigé par Helmut Knochen, colonel SS (Standartenführer) - la Gestapo n'étant, en fait, que la section IV du Sipo-SD. Le 3 octobre, il y apprend que le gouvernement français, à Vichy, a adopté le premier statut d'exclusion des juifs. 

### Décembre 1940, Vichy: H. Geissler prend ses fonctions
Le 5 décembre 1940, le capitaine SS Hugo Geissler (nommé par H. Knochen) arrive à Vichy en tant que chef de la Deutsche Polizei-Delegation (Délégation de la police allemande), avec cinq collaborateurs. Il exige alors du gouvernement de Vichy la livraison de Fritz Thyssen, industriel allemand réfugié en France, et de sa femme.
À Vichy, boulevard des États-Unis, en bordure de l'Allier, les services du capitaine SS Geissler sont remarquablement situés. Peu après son arrivée, il fait la connaissance d'un Français, Joany Batissier, dit Jany, originaire de Moulins, ancien policier révoqué et réintroduit dans l'entourage de l'amiral Darlan (président du Conseil, jusqu'en février 1942). La sœur de Batissier, Colette, devient rapidement la compagne attitrée et officielle de Geissler.
Le 2 juin 1941, le gouvernement de Vichy adopte le deuxième statut des juifs. Désormais, à partir de cette date, le capitaine SS Geissler, en raison de ses fonctions, est à même de superviser les arrestations et les transferts des juifs apatrides et étrangers en zone libre.
Au début de juin 1942, Geissler est de nouveau envoyé à Prague, où il est chargé, par Heinrich Himmler, de diriger de lourdes représailles, en réponse à l'attentat du 27 mai (à Prague) contre le général SS Reinhard Heydrich. 
En novembre 1942, en « ces jours où la France entière vient d'entrer dans la nuit nazie », Hugo Geissler est nommé Kommandeur der Sicherheitspolizei und des Sicherheitsdienstes in Vichy (commandant de la Sipo et du SD) pour l'ensemble du territoire de l'Auvergne et du Bourbonnais - nomination par Heinrich Himmler qui, à Berlin, dirige le  Reichssicherheitshauptamt (RSHA), l'Office central de sécurité du Reich.
Dès lors, Geissler dirige le Kommando régional du Sipo-SD, autrement dit le tout-puissant KdS-Vichy, soit un service de police allemand de 75 à 80 policiers ; son service vient ainsi renforcer les forces de police et de répression  du gouvernement de Vichy. Il dispose, sous ses ordres, des quatre départements suivants : l'Allier, le Puy-de-Dôme, le Cantal, la Haute-Loire.
À Vichy, le Kommandeur Geissler est le représentant de Carl Oberg, SS-Obergruppenführer (général SS de corps d'armée) qui, à Paris, boulevard Lannes, est le chef suprême des SS et de la police (SD) en France, et qui a le contact direct avec Berlin ; Helmut Knochen étant, avenue Foch, le Befehlshaber der Sicherheitspolizei (de) (commandant de la police de sûreté) pour la France et, à ce titre, le bras droit d'Oberg.

### Février 1943, R1: leKommandeurvise l'Armée secrète
Ayant été alerté par les services secrets allemands de la mise sur pied d'une Armée secrète (AS), en septembre 1942, en région Rhône-Alpes, dont Lyon est le cœur névralgique, le Kommandeur se donne dès lors un nouvel objectif. Il va être amené à opérer dans trois villes — Lyon, Saint-Étienne, le Puy-en-Velay —, dont seules Lyon et Saint-Étienne, quoique relativement proches, se trouvent au-delà de la région de l'Auvergne et du Bourbonnais (périmètre habituel de ses interventions).
« Au début de février 1943 », la répression frappe l'Armée secrète. Hugo Geissler orchestre et mène, avec son équipe (dont Batissier, son adjoint), trois opérations importantes destinées à abattre l'AS - commandée, dans le secret d'une armée totalement clandestine, par le général Delestraint.
Depuis l'invasion de la zone libre (11 novembre 1942), « à Lyon, le danger rôde partout » pour les résistants les plus engagés. Le lundi 1er février 1943, Geissler, bien renseigné, se trouve justement à Lyon, à l'affût de sa proie... ; place du Pont, il arrête le capitaine Claudius Billon (aviateur, pilote de chasse), premier chef régional de l'Armée secrète, et son adjoint, Pierre Lavergne, premier chef régional des Maquis.
Le mercredi 3 février 1943, à Saint-Étienne, Geissler et ses hommes, sans doute guidés (?), se dirigent vers le 31, rue Basse-des-Rives, où se déroule une réunion clandestine des cadres de l'Armée secrète Loire. Faisant irruption dans l'appartement du premier étage, ils y arrêtent le lieutenant Gaëtan Vidiani (artilleur), premier chef départemental de l'AS Loire, et les cadres qui font partie de son état-major : 
- Denis Paret, chef départemental Loire de Combat (début octobre 1942, il a succédé à César Garnier, lui-même successeur d'Henri Perrin, arrêté en mai),
- Gaston Quitaud, chef départemental Loire de Franc-Tireur (en septembre 1942, il a succédé à Jean Nocher, arrêté le 27 du mois),
- Antoine Rambeaud, membre de Franc-Tireur, et membre du comité directeur de " 93 " (mouvement de résistance ligérien),
- Roger Laporte, membre du comité directeur de " 93 ", et chef de l'AS pour le secteur de Saint-Étienne, uniquement.

La réunion se tient dans l'appartement de Denis Paret ; sa femme, Louise Paret, est donc présente, mais son jeune fils, Jean-Baptiste, par chance, est absent. Louise Paret est également arrêtée par Geissler et son équipe, tandis que leur fils de 16 ans, au Conservatoire, leur échappe.  
Le lendemain, 4 février, toujours à Saint-Étienne, le Kommandeur Geissler rend visite au préfet de la Loire et l'entretient « d'une opération de vaste envergure, en cours d'exécution par la police allemande, à Saint-Etienne, et dans la région ».
Le samedi 6 février, toujours menottés et bien encadrés, ces six résistants sont conduits de Saint-Étienne à Lyon, où Geissler les fait incarcérer à la prison Montluc, alors prison gérée directement par les occupants. 
Le 10 février 1943, ayant enfin rejoint Le Puy-en-Velay pour la suite des opérations, Geissler et ses hommes y arrêtent le capitaine Alfred Salvatelli, premier chef départemental de l'AS Haute-Loire, à son domicile, au 14, rue de la Gazelle (domicile qu'il a regagné la veille, revenant de Lyon). Puis, ce même jour, mais dans différents endroits de la ville, ils arrêtent également six autres responsables clandestins de l'AS Haute-Loire.
À noter: 9 mars 1943, Hugo Geissler, arrête  François de la Rocque, et les deux jours suivants, 152 membres du  Parti social français.

#### Rapport Kaltenbrunner: 18 arrestations par Geissler
Le 16 avril 1943, à Vichy, le général SS Karl Oberg, chef suprême des services de sécurité allemands en France, préside une réunion où se mêlent les Kommandeure régionaux des services de sécurité - dont, au premier chef, le Kommandeur Geissler pour le Massif central.
L'information des trois opérations menées par Geissler contre l'AS, en Région R1, est transmise par Karl Oberg, supérieur hiérarchique direct de Geissler ; via Paris, elle remonte jusqu'au docteur Ernst Kaltenbrunner, SS-Gruppenführer (général de division), à Berlin. Ce dernier, chef de la Police de sûreté (Sipo) et du Service de sécurité (SD) du Reich, qui, à la tête du RSHA depuis le 30 janvier, a succédé à Heydrich, y prépare un rapport dont l'unique objet est « l'Armée secrète en France ».
Le rapport Kaltenbrunner est daté du 27 mai 1943 ; il met l'accent sur les trois opérations menées par Geissler « au début de février 1943 », en R1 ; il en porte, en bonne place, la trace précise et claire : « arrestation de 18 membres de l'Armée secrète », ce qui contraste quelque peu avec « la perquisition » réalisée, à la mi-mars, par une « police française » anonyme.
À Berlin, au siège de la Sipo et du SD du Reich (Prinz-Albrechtstraße 8), le général SS Ernst Kaltenbrunner adresse son rapport au ministre des Affaires étrangères du Reich, Joachim von Ribbentrop (Wilhelmstraße 74-76).

### Septembre 1943, R6: Geissler mène d'autres opérations
En septembre 1943, Geissler, chargé avant tout de la sécurité des troupes allemandes dans le sud de la France, renforce sa lutte contre la Résistance intérieure en Auvergne . En octobre 1943, la répression s’y intensifie. Le 26 octobre 1943, le Chapelier Nestor Perret, responsable des Mouvements Unis de la Résistance pour la ville de Clermont-Ferrand, est arrêté par la Gestapo, ainsi que son beau frère René Brault. Enfermés dans la même cellule, tous deux sont torturés, mais ne parlent point (Histoire de l'Auvergne par Jean Anglade). Au cours de la nuit suivante, Perret réussit à détacher les cordes qui liaient ses poignets et s'en sert pour se pendre à un barreau de la fenêtre. À Clermont-Ferrand, le capitaine SS Geissler met en place : 
- un Kommando spécial (Sonderkommando) chargé des opérations contre les maquis, commandé par Paul Blumenkamp, puis, en avril 1944, par le lieutenant SS Eckardt. Il se fait alors aider du Service d’ordre légionnaire (SOL) et puis à partir du 30 janvier 1943, de la Milice française de  Joseph Darnand.

En 1944, pour mieux réprimer les maquisards, Geissler constitue, sous les ordres de  Joany Batissier, une "brigade " de vingt-deux agents français, la " brigade Batissier ". Tous sont des ex-repris de justice, qui, afin de couvrir leurs exactions, prirent des noms à consonance germanique, Batissier devenant le capitaine Schmidt ou Schmitt.
Dès le 8 mai, dans les Monts de la Margeride (département du Cantal), le colonel Gaspard ( Émile Coulaudon, colonel FFI) s'installe à la maison du Mont Mouchet. En compagnie du lieutenant-colonel Garcie "Gaston" et du Colonel Mondange "Thomas", il s'attèle à rassembler des forces importantes des maquis auvergnats. Ce n'est que le 20 mai 1944, qu'il procède à l'ordre de mobilisation générale, ce  notamment qui incite le général Fritz Brodowski, commandant l’état-major principal de liaison, à constituer de redoutables Kampfgruppen (groupes de combat) chargés d'éliminer les rassemblements et de restaurer l’autorité des forces d’occupation dans la région. Dès le 2 juin, des premières confrontations ont lieu, notamment contre les résistants campant dans le réduit de la Truyère, Venteuges (Haute-loire) et le Mont Mouchet.
Dans la nuit du 5 au 6 juin 1944, sur les plages de Basse-Normandie, la déferlante militaire du débarquement allié (anglo-américain et canadien) commence.
Dans le Limousin, commencent alors massacres et atrocités par la 2e division SS Das Reich sous le commandement du Gruppenführer Heinz Lammerding ; le 9 juin, à Tulle, 99 pendus, en Corrèze en réponse à la Bataille de Tulle, par les Forces françaises de l'intérieur et les Francs-tireurs et partisans mené par Jacques Chapou ; puis, le 10 juin, à Oradour-sur-Glane, en Haute-Vienne (643 victimes), par un détachement du 1er bataillon du 4e régiment de Panzergrenadier « Der Führer » sous les ordres du commandant Adolf Diekmann les auteurs de ce crime ont avancé l’enlèvement d’Helmut Kämpfe pour “justifier” une opération de recherche à Oradour, qui aurait fini en représailles sanglantes. Le 9 juin 1944, le commandant SS Helmut Kämpfe stoppe sa voiture décapotable sur le bord de la route de Guéret à Limoges ou il sera enlevé par les hommes du sergent Jean Canou appartenant au maquis de Georges Guingouin. En traversant la route nationale 141 à Moissannes. Depuis 1986, se dresse un menhir de 60 tonnes et de 6 m de haut, réalisé par l’artiste Jean-Joseph Sanfourche pour rappeler la capture du major. Le drame d'Oradour connu, Helmut Kämpfe dont la disparition est à l’origine du massacre, est exécuté par les FTP,.

### Juin 1944, Murat: mort de Geissler et représailles
Les 10 et 11 juin 1944, lors de la bataille du Mont Mouchet, les troupes allemandes du général Kurt Von Jesser attaquent un peu plus de 2 700 maquisards regroupés depuis près d'un mois sous les ordres d'Émile Coulaudon. Le Kommandeur Geissler ne participe pas au combat, placé en réserve sous les ordres du General von Brodowski, Oberfeldkommandant du Hauptverbindungsstab 588 (HVS 588). 
Pendant la journée du 11 juin, à Saint-Flour (Cantal), il fait arrêter, par le Capitaine Deck du SD de Clermont, une quarantaine de personnes. Le matin du 12 juin, il quitte Saint-Flour et se rend, avec la "brigade Batissier" et une compagnie de la Feldgendarmerie, dans la petite ville de Murat, située à 25 kilomètres, pour y procéder à d’autres arrestations. Peu avant Murat, sur le bord de la route (côte de Pignou commune de La Chapelle d'Alagnon), il fait exécuter quatre otages pris à Saint-Flour (dont deux juifs : ZAY Lucien de Paris et PICARD Léon de Nice.
Dans l'après-midi du 12 juin, à Murat, Geissler met en état d'arrestation une douzaine de personnes. Il interroge le maire, Hector Peschaud, Mme Espalieu et Mme Saunières, femmes de "résistants", absents. Soudain, devant l’hôtel de ville, Geissler et le groupe de soldats S.S. et de la Wehrmacht qui l’accompagne sont mitraillés par des maquisards postés sur les hauteurs de la ville. Le Hauptsturmführer Hugo Geissler et six soldats allemands sont tués. 
Le 14 juin 1944, au petit matin, 25 otages sont abattus au lieu-dit du Pont de Soubizergues, à Saint-Georges, par mesure de représailles. 
Le 16 juin, à Clermont-Ferrand, le capitaine S.S. Hugo Geissler est inhumé en présence de trois généraux, des membres du SD, et de Joseph Darnand.
Le 24 juin 1944, les lourdes représailles commencent sous les ordres du General Kurt Von Jesser : cent quinze Muratais sont raflés par la Légion des Tatars de la Volga (Ost-Bataillon du Freiwilligen Stamm-Regiment), légion stationnée au Puy-en-Velay, faisant partie de la Brigade Jesser. Les Muratais vont être déportés au camp de concentration de Neuengamme, où soixante-quinze d’entre eux vont périr.

## Ses pouvoirs
En zone Sud, le Kommandeur du Sipo-SD de Vichy a des pouvoirs très étendus et « il a le dernier mot » pour toutes questions policières, et non militaires. 
 Eugène Martres recense six domaines où le Kommandeur Geissler fait exercer, par les services du Sipo-SD de Vichy, des actions implacables et violentes. Il s'agit des domaines suivants :
- arrestations de ressortissants du Reich : Luxembourgeois, Sarrois, Autrichiens, Alsaciens,
- recherches des stocks d’armes clandestins,
- neutralisation des services de renseignement mis en place par la Résistance ,
- traque des réseaux de la France combattante ,
- lutte directe contre les résistants (Armée secrète, FTP, maquis non communistes),
- recherches et arrestations de Juifs d'origine française et étrangère.

Le capitaine SS Hugo Geissler n’intervient presque jamais sur le terrain, laissant à ses subordonnés le soin de pratiquer des interrogatoires musclés ou des tortures aux personnes arrêtées. 
En conséquence, les opérations menées par le Kommandeur Geissler, « au début de février 1943 » (d'après le rapport Kaltenbrunner), en Région R1 (Rhône-Alpes), contre trois des chefs de l'Armée secrète, représenteraient une exception. Ces opérations sont rapportées, notamment, par G. Chauvy, Fr.-Y. Guillin, P. Miannay. 
 Le 11 juillet 1943, les cinq cadres de l'AS Loire sont déportés avec la mention Nacht und Nebel (NN) au camp de concentration de Natzweiler , en Alsace (camp édifié au Struthof, nom du lieu-dit). Selon le décret Keitel, Vidiani et ses compagnons sont destinés à y disparaître sans laisser de traces. Un seul d'entre eux sera survivant , au moment de la libération des camps.
Le 23 janvier 1943, Hugo Geissler intervient à la prison de Largentière en Ardèche pour imposer la libération des auteurs de l'attentat contre Marx Dormoy. Malgré l'opposition des autorités pénitentiaires, Annie Mourraille, Yves Moynier, et Ludovic Guichard sont libérés. Le 11 novembre 1943, il fait arrêter le Commissaire Charles Chenevier chargé de l'affaire de l'assassinat, pour ses activités anti-allemandes et le fait déporter avec la mention " Nacht und Nebel " à Neuengamme (le 28 juillet 1944).